# Франческа Ло Ск'яво
Франче́ска Ло Ск'я́во (італ. Francesca Lo Schiavo, італійська вимова: [franˌtʃeska lo ˈskjaːvo]; нар. 11 січня 1948, Рим, Італія) — італійська художниця кіно, декоратор. Триразова лауреатка кінопремії «Оскар» за найкращу роботу художника-постановника та ще понад 20-ти фестивальних та професійних національних та міжнародних кінонагород.

## Біографія
Франческа Ло Ск'яво народилася 11 січня 1948 в Римі, Італія. Як художник-декоратор працює в кінематографі з початку 1980 років, часто у партнерстві зі своїм чоловіком, художником Данте Ферретті.
Брала участь у роботі над декораціями фільмів режисерів Ліліани Кавані, Федеріко Фелліні, Жана-Жака Ано, Франко Дзефіреллі, Мартіна Скорсезе, Тіма Бертона та інших. За свої роботи вісім разів була номінована на здобуття премія Американської кіноакадемії «Оскар» у категорії «Найкраща робота художника-постановника», тричі здобувши нагороди за фільми «Авіатор», «Свіні Тодд» і «Хранитель часу».

## Фільмографія
|      | Рік | Українська назва                           | Оригінальна назва                                  |
| ---- | --- | ------------------------------------------ | -------------------------------------------------- |
| 1981 |     | Історія звичайного безумства               | Storie di ordinaria follia                         |
| 1983 |     | І корабель пливе…                          | E la nave va                                       |
| 1984 |     | Дагобер                                    | Le bon roi Dagobert                                |
| 1986 |     | Ім'я троянди                               | Der Name der Rose                                  |
| 1987 | т/с | Секрет Сахари                              | Il segreto del Sahara                              |
| 1988 |     | Пригоди барона Мюнхгаузена                 | The Adventures of Baron Munchausen                 |
| 1990 |     | Бридкий дядько                             | Lo zio indegno                                     |
| 1990 |     | Голоси Місяця                              | La voce della luna                                 |
| 1990 |     | Гамлет                                     | Hamlet                                             |
| 1994 |     | Інтерв'ю з вампіром: хроніка життя вампіра | Interview with the Vampire: The Vampire Chronicles |
| 1997 |     | Кундун                                     | Kundun                                             |
| 2002 |     | Банди Нью-Йорка                            | Gangs of New York                                  |
| 2003 |     | Холодна гора                               | Cold Mountain                                      |
| 2004 |     | Авіатор                                    | The Aviator                                        |
| 2007 |     | Свіні Тодд                                 | Sweeney Todd: The Demon Barber of Fleet Street     |
| 2009 |     | Острів проклятих                           | Shutter Island                                     |
| 2011 |     | Хранитель часу                             | Hugo                                               |
| 2015 |     | Попелюшка                                  | Cinderella                                         |
| 2016 |     | Мовчання                                   | Silence                                            |
| 2018 |     | Ірландець                                  | The Irishman                                       |

## Нагороди
| Рік                     | Категорія                              | Номінант                                   | Результат |
| ----------------------- | -------------------------------------- | ------------------------------------------ | --------- |
| Премія «Оскар»          |                                        |                                            |           |
| 1990                    | Найкраща робота художника-постановника | Пригоди барона Мюнхгаузена                 | Номінація |
| 1991                    | Найкраща робота художника-постановника | Гамлет                                     | Номінація |
| 1995                    | Найкраща робота художника-постановника | Інтерв'ю з вампіром: хроніка життя вампіра | Номінація |
| 1998                    | Найкраща робота художника-постановника | Кундун                                     | Номінація |
| 2003                    | Найкраща робота художника-постановника | Банди Нью-Йорка                            | Номінація |
| 2005                    | Найкраща робота художника-постановника | Авіатор                                    | Перемога  |
| 2008                    | Найкраща робота художника-постановника | Свіні Тодд                                 | Перемога  |
| 2012                    | Найкраща робота художника-постановника | Хранитель часу                             | Перемога  |
| Премія «Срібна стрічка» |                                        |                                            |           |
| 1992                    | Найкраща робота художника-постановника | Гамлет (спільно з Данте Ферретті)          | Номінація |
| 2008                    | Найкраща робота художника-постановника | Свіні Тодд (спільно з Данте Ферретті)      | Номінація |
| 1900                    | Спеціальна «Срібна стрічка»            | Хранитель часу (спільно з Данте Ферретті)  | Перемога  |
| Премія BAFTA            |                                        |                                            |           |
| 2012                    | Найкраща робота художника-постановника | Хранитель часу (спільно з Данте Ферретті)  | Перемога  |